# 巴尔达萨雷·洛美里尼宫
44°24′40.03″N 8°55′57.35″E / 44.4111194°N 8.9325972°E

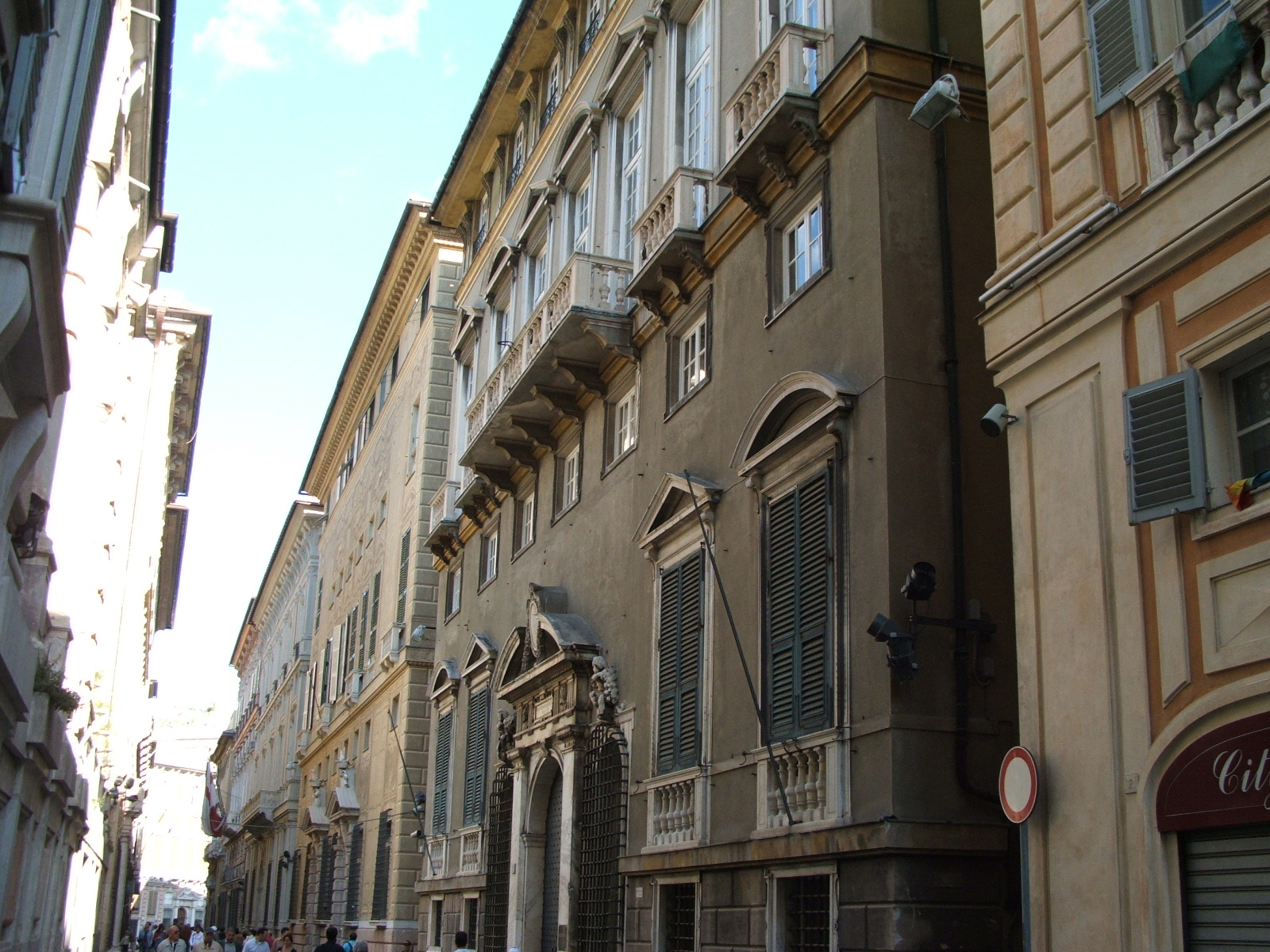

巴尔达萨雷·洛美里尼宫（Palazzo Baldassarre Lomellini）是一座历史建筑，位于意大利热那亚加里波第街12号，2006年作为罗利宫殿体系的42座宫殿之一，被列为世界文化遗产。
这座建筑建于1562年，由巴尔达萨雷·洛美里尼委托乔万尼·彭萨罗设计。